# Bobby Keys
Robert Henry "Bobby" Keys (18 de diciembre de 1943 – 2 de diciembre de 2014) fue un saxofonista estadounidense conocido por haber tocado con una larga lista de famosos músicos en varias secciones de viento durante la década de 1970, como The Rolling Stones, Lynyrd Skynyrd, The Who, Harry Nilsson, Delaney & Bonnie & Friends, John Lennon, George Harrison, Eric Clapton y Joe Cocker, entre otros. Keys ha tocado en decenas de grabaciones y ha salido de gira con diferentes músicos desde 1956 hasta su fallecimiento en 2014.